# Reinhard Heinrich Roll

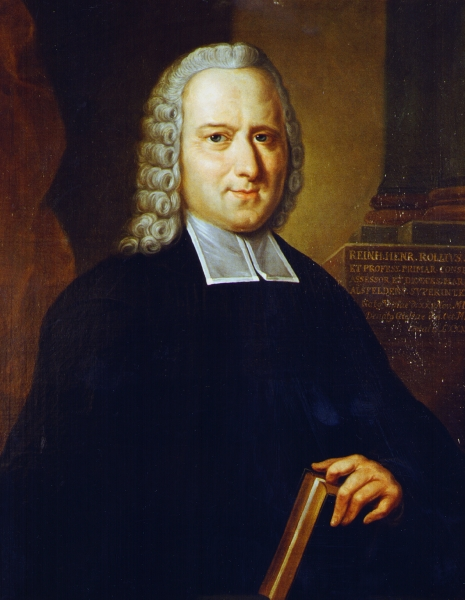
Reinhard Heinrich Roll (1683–1768), Gemälde in der Gießener Professorengalerie

Reinhard Heinrich Roll (lateinisch Rollius, * 25. November 1683 in Unna; † 2. Oktober 1768) war ein deutscher Philosoph, Theologe und Hochschullehrer an der Universität Gießen.

## Beruflicher Werdegang
Reinhard Heinrich Roll besuchte das Gymnasium zu Lippstadt und studierte seit 1703 in Rostock, Greifswald und wieder in Rostock, wo er 1708 zum Magister promovierte und dort auch von 1707 bis 1718 als Privatdozent philosophische Vorlesungen hielt. Er führte biographische Studien zur Geschichte der Universität und der Großen Stadtschule durch. Auch in seinem späteren Leben setzte er die biographischen Studien fort, so 1718 in seiner in Dortmund erschienenen Nova litteraria Westfaliae; de autodidactis „von den Selbstgelehrten“ in den Leipziger Miscellaneen V und XI.
In der Philosophie befasste er sich vorzugsweise mit Plato und Aristoteles; mit der Theologie befasste er sich vornehmlich in Rostock und später bei Johannes Fecht. 1710 wurde er als Schulrektor in seine Vaterstadt berufen, 1712 als Professor der morgenländischen Sprache und Prorector an das Archigymnasium zu Dortmund, welches zu einer Teiluniversität ausgestaltet war. Hier erhielt er auch, nachdem er 1721 in Rinteln zum Doctor theologiae promoviert worden war, 1722 die theologische Professur und die Oberleitung der Anstalt. 1730 folgte er dem Ruf nach Gießen als Professor der Theologie, Stadtprediger und Superintendent des Kreises Alsfeld. 1753 erhielt er dazu noch die Superintendentur des Oberlandes oder Oberfürstenhums.